# Saxon (альбом)
Saxon — дебютний студійний альбом англійської хеві-метал групи Saxon, випущений в 1979 році на лейблі Carrere.

## Про альбом
Запис Saxon проходив у студії Livingston Recording Studios, Barnet, Лондон, Велика Британія. Продюсером запису став Джон Веріті.
Три пісні з цього альбому: «Still Fit to Boogie», «Backs to the Wall», «Stallions of the Highway» — гурт виконав на першому фестивалі Monsters of Rock в Англії в 1980.
Альбом був кілька разів перевиданий. У перевиданні 2009 року увійшли кілька демо та концертних версій пісень
Британський журналіст Джефф Бартон у 2006 році назвав диск Saxon одним із найкращих альбомів, записаних у рамках нової хвилі британського хеві-металу.

## Треклист
Автор музики і слів Біфф Байфорд, Пол Куінн, Грейм Олівер, Стів Доусон and Піт Гілл. 
| Side one | Side one         | Side one   |
| #        | Назва            | Тривалість |
| -------- | ---------------- | ---------- |
| 1.       | «Rainbow Theme»  | 3:07       |
| 2.       | «Frozen Rainbow» | 2:29       |
| 3.       | «Big Teaser»     | 3:55       |
| 4.       | «Judgement Day»  | 5:31       |

| Side two | Side two                   | Side two   |
| #        | Назва                      | Тривалість |
| -------- | -------------------------- | ---------- |
| 5.       | «Stallions of the Highway» | 2:52       |
| 6.       | «Backs to the Wall»        | 3:09       |
| 7.       | «Still Fit to Boogie»      | 2:53       |
| 8.       | «Militia Guard»            | 4:50       |

| 2009 remaster bonus tracks | 2009 remaster bonus tracks                             | 2009 remaster bonus tracks |
| #                          | Назва                                                  | Тривалість                 |
| -------------------------- | ------------------------------------------------------ | -------------------------- |
| 9.                         | «Big Teaser» (Son of a Bitch demo, 1978)               | 3:50                       |
| 10.                        | «Stallions of the Highway» (Son of a Bitch demo, 1978) | 3:03                       |
| 11.                        | «Backs to the Wall» (Son of a Bitch demo, 1978)        | 3:12                       |
| 12.                        | «Rainbow Theme» (Son of a Bitch demo, 1978)            | 4:38                       |
| 13.                        | «Frozen Rainbow» (Son of a Bitch demo, 1978)           | 2:32                       |
| 14.                        | «Backs to the Wall» (BBC session)                      | 3:17                       |
| 15.                        | «Stallions of the Highway» (BBC session)               | 2:47                       |
| 16.                        | «Motorcycle Man» (BBC session)                         | 3:48                       |
| 17.                        | «Still Fit to Boogie» (BBC session)                    | 2:46                       |
| 18.                        | «747 (Strangers in the Night)» (BBC session)           | 5:02                       |
| 19.                        | «Judgement Day» (live, b-side "Suzie Hold On")         | 5:40                       |
| 20.                        | «Still Fit to Boogie» (live)                           | 2:38                       |
| 21.                        | «Backs to the Wall» (live)                             | 3:25                       |
| 22.                        | «Stallions of the Highway» (live)                      | 3:41                       |

- Бонусні треки 14-18, записані на п'ятничному рок-шоу Томмі Венса, передано 15 лютого 1980 року.
- Бонусні треки 20-22, записані наживо в Донінгтоні, 1980.

## Учасники запису
Saxon
- Біфф Байфорд — вокал
- Грем Олівер — гітара
- Пол Куінн — гітара
- Стів Доусон — бас-гітара
- Піт Гілл — ударні